# Poa umbrosa
Poa umbrosa är en gräsart som beskrevs av Carl Bernhard von Trinius. Poa umbrosa ingår i släktet gröen, och familjen gräs. Inga underarter finns listade i Catalogue of Life.